# Apristurus macrorhynchus
Apristurus macrorhynchus е вид хрущялна риба от семейство Scyliorhinidae.

## Разпространение и местообитание
Видът е разпространен в Провинции в КНР, Тайван и Япония (Хоншу).
Среща се на дълбочина от 300 до 927 m.

## Описание
На дължина достигат до 66 cm.